# Lindved Skov
Lindved Skov (på dansk også Lindeved Skov, på tysk Lindewitter Forst) er en omtrent 70 ha stor skov beliggende nord for Lindåen ved landsbyen Lindved på den slesvigske gest syd for grænsen. I administrativ henseende hører skoven under Lindved Kommune i Slesvig-Flensborg kreds i den nordtyske delstat Slesvig-Holsten. I den danske tid hørte skoven under Store Vi Sogn i Vis Herred (Flensborg Amt). Lindeved Skov er blandskov bestående af bøg - og eg-træer, medunder også kirsebær-træer. Blandt nåletræer kan nævnes rødgran, grøn douglasgran og ædelgran. Skoven er den eneste i Store Vi Sogn. Den er statsejet og drives af delstatens skovmyndigheder. I den danske tid var skoven en af de kongelige domæneskove.
Forleddet er trænavnet glda. lind. Efterleddet -ved betegner en skov (sml. oldnord. viðr).